# 伊斯坦堡地鐵1號線
伊斯坦堡地鐵1號線（土耳其語：M1），正式名稱為M1耶尼卡普－阿塔圖克機場／基拉茲勒線，又稱為伊斯坦堡輕型地鐵（土耳其語：Hafif Metro），是伊斯坦堡地鐵的一條地鐵路線。此線於1989年啟用，是伊斯坦堡也是土耳其第一條地鐵路線，並帶動了土耳其城市大眾交通的復興。1號線包括兩條支線，M1A和M1B。兩條支線由耶尼卡普至奧托加爾。由奧托加爾站起M1B分支前往基拉茲勒，而M1A則繼續前往伊斯坦堡阿塔圖克機場。1號線有23個車站，11個位於地下，3個位於高架橋上，全長26.1公里，當中10.4公里為地下。雖然1號線全線立體化，但因為相比其他路線客運量較低，仍被視為輕型地鐵路線。全線共用105列列車營運，每日運送約40萬人次。
2014年11月，阿克撒拉至耶尼卡普段通車。由耶尼卡普起可轉乘伊斯坦堡地鐵2號線、馬爾馬拉鐵路通勤鐵路列車與伊斯坦堡水上巴士水上巴士。使用2號線和馬爾馬拉鐵路可到達金角灣以北的塔克西姆廣場、麥西迪耶柯伊、萊文特和馬斯拉克商務區，也可跨過博斯普魯斯海峽前往于斯屈達爾及卡德柯伊。伊斯坦堡水上巴士可前往伊斯坦堡水邊區以及馬爾馬拉海其他城市和城鎮。

## 外部連結
维基共享资源上的相關多媒體資源：伊斯坦堡地鐵1號線
- İstanbul Ulaşım – M1 Yenikapı – Ataturk Airport / Kirazlı LRT Line (official webpage) （土耳其語）

Template:伊斯坦堡地鐵
41°00′13″N 28°53′37″E / 41.0035°N 28.8937°E